# Фуентес де Андалусия
Фуентес де Андалусия (на испански: Fuentes de Andalucía) е населено място и община в Испания. Намира се в провинция Севиля, в състава на автономната област Андалусия. Общината влиза в състава на района (комарка) Есиха. Заема площ от 150 km². Населението му е 7309 души (по преброяване от 2010 г.). Разстоянието до административния център на провинцията е 61 km.